# آمون ۳۵۵۴
سیارک ۳۵۵۴ (به انگلیسی: 3554 Amun، نامگذاری:1986EB) سه هزار و پانصد و پنجاه و چهارمین سیارک کشف شده‌است که در ۴ مارس ۱۹۸۶ کشف شد.
قدر مطلق سیارک برابر ۱۵٫۸۷ است.